# Erik Oese
Erik Oese (* 9. September 1987 in Radebeul) ist ein aktiver deutscher Voltigierer. Oese wurde 2017 Voltigiereuropameister der Einzelwertung Herren. Weitere Karrierehöhepunkte für ihn waren sein dritter Platz bei den Weltreiterspielen, sein Vizeweltmeistertitel sowie der Gewinn der Deutschen Meisterschaft im Herren-Einzel.

## Leben
Er studierte an der TU Dresden Höheres Lehramt an Gymnasien der Fächer Mathematik und Physik, welche er seit dem Schuljahr 2014/2015 am Radebeuler Gymnasium Luisenstift unterrichtet. Sein Großvater Erich Oese ist ebenfalls mit dem Pferdesport eng verbunden gewesen. Dieser war Autor (u. a. ein Handbuch zum Pferdesport in zwei Bänden) sowie Vizepräsident (1953), Präsident (1956) des Deutschen Pferdesport-Verbandes der DDR (DPV) und Leiter des Wissenschaftlichen Zentrums des DPV.

## Werdegang
Durch seine ältere Schwester kam Erik Oese bereits früh mit dem Voltigiersport in Berührung und ist seitdem mit jener Sportart eng verbunden. Er wird trainiert und gefördert durch das Ehepaar Christin und Andreas Bäßler, die wie Oese ebenfalls der Voltigierabteilung des Vereins RFV Moritzburg e. V. angehören.
Spätestens mit seinen beiden vierten Plätzen im Jahr 2010 bei dem Preis der Besten in Kurtscheid und dem CVI** in Krumke sowie seinem zweiten Platz bei den sächsischen Meisterschaften konnte Oese auch national auf sich aufmerksam machen. Im selben Jahr durfte er zudem seine ersten Erfahrungen auf einer internationalen Meisterschaft sammeln, wo er kurzfristig zusammen mit Kristina Boe im Pas de deux antrat und trotz geringer Vorbereitungszeit den fünften Platz belegte. Sein auf nationaler Ebene erfolgreichstes Jahr hatte Oese jedoch 2011. In diesem gewann er nicht nur die sächsische Meisterschaft, sondern wurde ebenfalls erstmals Deutscher Meister.
Im Jahr 2012 verpasste er bei den Deutschen Meisterschaften nur knapp die Titelverteidigung. Durch den Sieg beim CVI*** in Krumke konnte er die deutsche Bundestrainerin Ulla Ramge sowie das Sichtungsgremium weiter von sich überzeugen, wodurch er für das Aufgebot der Weltmeisterschaften im Voltigieren in Le Mans (13.–19. August 2012) nominiert wurde. Bei den Weltmeisterschaften musste er sich als Debütant nur dem Lokalmatador Nicolas Andréani geschlagen geben und holte als erster sächsischer Voltigierer Silber.
Nach dem Sieg beim Preis der Besten sowie einem dritten Platz beim CVI*** in Krumke erturnte Erik Oese auf Calvador 5 mithilfe seines Longenführers Andreas Bäßler beim CVIO***-Voltigierturnier in Aachen 2013 den Sieg im Einzel sowie zusammen mit Corinna Knauf und dem Team RSV Neuss-Grimlinghausen im Nationenpreis. Bei den Europameisterschaften in Ebreichsdorf knüpften Oese auf Calvador 5 und Bäßler (Longenführer) an die bisherigen guten Leistungen des Wettkampfjahres 2013 an, wodurch sie sich im Herren Einzel die Vizeeuropameisterschaft erkämpfen konnten. Oese wurde innerhalb dieses Wettkampfes nur von dem Franzosen Jacques Ferrari geschlagen. Die Bronzemedaille ging an den österreichischen Lokalmatadoren Stefan Csandl. Nach der Vizeeuropameisterschaft konnte Erik Oese auf Calvador, longiert von seinem Mentor Andreas Bäßler, sich vom 12. bis 15. September in Verden mit insgesamt 8,442 Punkten seine zweite Deutsche Meisterschaft sichern. Auf den Plätzen zwei und drei folgten mit hohen Abständen der für den Landesverband Westfalen startende Jannis Drewell (7,8) und Jannik Heiland (Landesverband Hannover, 7,690).
Das Jahr 2014 startete mit dem CHI Al Shaqab in Doha (Katar). Jenes Einladungsturnier begann für Oese, der auf einem fremden Pferd antreten musste (Don de la Mar), relativ verhalten (Platz sieben in der Pflicht Herren). Jedoch steigerte er im weiteren Turnierverlauf seine Leistungen, wodurch er sich noch den zweiten Platz erturnte. Während des CVIs in Stadl-Paura (Juni 2014) zeigte Oese erneut starke Auftritte, weshalb er sich am Ende den Gesamtsieg sichern konnte. Beim späteren CVI in Krumke kam Oese auf den zweiten Rang (8111 Punkte). Mitte Juli nahm Oese erneut am CHIO Aachen teil. Hier sicherte er sich, wie bereits im Vorjahr, den Einzelsieg bei den Herren. Beim Nationenpreis musste sich das Team Deutschland 1 überraschend dem Team Deutschland 2 geschlagen geben, wodurch Erik Oese das Vorjahresdoubles nur knapp verpasste. Ähnliches galt für die Deutschen Meisterschaften in Elmshorn, bei denen Oese den Vorjahressieg nicht wiederholen konnte. Viktor Brüsewitz schaffte es, wie schon beim CHI in Doha, den Sachsen auf den zweiten Platz zu verdrängen. Die Saison endete für Oese mit den Weltreiterspielen in Caen, die nur aller vier Jahre stattfinden und dadurch den Höhepunkt des Jahres darstellten. Nach einem guten fünften Platz in der Pflicht, dem anschließenden dritten Platz in der Kür und dem Sieg in seiner Paradedisziplin, dem Technikprogramm, entwickelte sich ein harter und enger Dreikampf zwischen den französischen Ausnahmeathleten Nicolas Andréani, Jacques Ferrari und dem deutschen Voltigierer Erik Oese. Trotz starker Leistungen vonseiten Oeses, musste er sich letztlich den beiden Franzosen geschlagen geben. Oeses Ergebnis trennte nur 0,015 Punkte vom zweiten Platz Andréanis.
Dank dieser Erfolge ist Erik Oese der international erfolgreichste sächsische Voltigierer aller Zeiten. Der ebenfalls sehr erfolgreiche Voltigierer Daniel Kaiser (geb. in Leipzig) konnte bereits im Jahr 2008 bei der Weltmeisterschaft in Brno die erste Bronze-Medaille für den Landesverband Pferdesport Sachsen erturnen.

## Erfolge
Erik Oese hat folgende Siege und Platzierungen im Einzelvoltigieren errungen (Auswahl):
- Weltreiterspiele (alle 4 Jahre)
  - Bronze: 2014[17]

- Weltmeisterschaften (alle 4 Jahre)
  - Silber: 2012

- Europameisterschaften (alle 2 Jahre)
  - Silber: 2013[18]
  - Gold: 2017[19]

- Deutsche Meisterschaften (jährlich)
  - Gold: 2011[20], 2013[21]
  - Silber: 2012[22], 2014[23], 2017[24]

- Sächsische Landesmeisterschaften (jährlich)
  - Gold: 2011, 2012[25], 2013[26]
  - Silber: 2009, 2010
  - Bronze: 2008

- Siege bei internationalen Turnieren (CVI/CVIO)
  - 2012: Krumke (GER)
  - 2012: CHIO Aachen (GER) Nationenpreis (Mannschaft GER 1: Erik Oese, Sarah Kay, Team RSV Neuss-Grimlinghausen)[27]
  - 2013: CHIO Aachen (GER)
  - 2013: CHIO Aachen (GER) Nationenpreis (Mannschaft GER 1: Corinna Knauf, Erik Oese, Team RSV Neuss-Grimlinghausen)[28]
  - 2014: Stadl-Paura (AUT)[29]
  - 2014: CHIO Aachen (GER)

- Platzierungen bei internationalen Turnieren (CVI/CVIO)
  - 2007: 4. Platz Krumke (GER)
  - 2009: 6. Platz Krumke (GER)
  - 2010: 4. Platz Krumke (GER)
  - 2011: 4. Platz Stadl-Paura (AUT)
  - 2012: 2. Platz Stadl-Paura (AUT)
  - 2012: 4. Platz CHIO Aachen (GER)
  - 2013: 3. Platz Krumke (GER)
  - 2014: 2. Platz Doha (VAE)[30]
  - 2014: 2. Platz Krumke (GER)[31]
  - 2015: 2. Platz Leipzig (GER)[32]
  - 2015: 3. Platz Doha (VAE)[33]

- Sieger des Preises der Besten in Münchehofe 2012 sowie in Krumke 2013[34]
- Sieger der LM Berlin-Brandenburg Schäferhof 2011, 2010, 2009.
- Sieger der Norddeutschen Meisterschaft in Hohenhameln 2011
- Fünfter Platz bei den Europameisterschaften 2010 in Stadl-Paura im Pas de Deux zusammen mit Kristina Boe

## Belege
- RFV Moritzburg e. V. (2012): Offizielle Homepage des RFV Moritzburg e. V. Ergebnisse, 21. August 2012.
- Kaiser, Daniel (28. August 2011, 16.27 Uhr): Pferde-Sport-Zeitung DM Voltigieren: Neuss-Grimlinghausen, Kay und Oese sind Deutsche Meister 2011, 24. August 2012.
- Kaiser, Daniel (20. August 2012, 08.53 Uhr): Sternstunden für den WM-Neuling Erik Oese aus Radebeul, DNN online, 21. August 2012.
- Horseweb.de (23. Juni 2013): CHIO Aachen: Neuss und Oese gewinnen Voltigieren: Deutscher Doppelsieg bei den Teams, horseweb.de, 23. Juni 2013.